# Helmut Reinhardt
Pour les articles homonymes, voir Reinhardt.
Helmut Reinhardt (né le 22 décembre 1921 à Stöcken et mort le 15 octobre 2000) est un homme politique allemand de la CDU.

## Biographie
Helmut Reinhardt termine ses études secondaires en 1940 avec l'Abitur. Il est soldat jusqu'en 1945. Il étudie ensuite à l'Université de médecine vétérinaire de Hanovre, dont il est sorti avec l'examen d'État en 1947. Il travaille comme vétérinaire général de 1948 à 1961. Par la suite, il est évaluateur vétérinaire et vétérinaire officiel. En 1975, il est mis à la retraite conformément à la loi sur le statut juridique de l'État. En 1980, il démissionne de ses fonctions conformément à l'article 32 de la loi sur les députés (AbgG NW).

## Politique
Helmut Reinhardt est membre de la CDU depuis 1957. À partir de 1973, il devient vice-président de l'arrondissement de Gütersloh. De 1957 à 1961, Reinhardt est président de l'arrondissement de Fallingbostel et de 1965 à 1968 de l'arrondissement de Münden, et de 1969 à 1972 de l'arrondissement d'Halle-en-Westphalie. Il est membre du conseil municipal de Stöcken de 1956 à 1961. De 1956 à 1961, il est membre du conseil de l'arrondissement de Fallingbostel et président du groupe parlementaire. En 1979, il devient membre de la mairie de Halle. À partir de 1972, il est membre du presbytère Halle-en-Westphalie et à partir de 1973 membre du conseil d'administration de l'église de l'arrondissement de Halle-en-Westphalie. Depuis 1980, il est membre du conseil consultatif pénitentiaire de la prison de Bielefeld.
Helmut Reinhardt est du 28 mai 1975 jusqu'au 29 mai 1985 membre du Landtag de Rhénanie-du-Nord-Westphalie pour la 140e circonscription Gütersloh III-Bielefeld-Ville III et pour la 104e circonscription Gütersloh III.

## Honneurs
En 1986, Reinhardt est fait officier de l'ordre du Mérite de la République fédérale d'Allemagne.